# Championnat du Liban de football 1998-1999
Navigation
Saison précédente Saison suivante
La saison 1998-1999 du Championnat du Liban de football est la trente-neuvième édition du championnat de première division au Liban. Les douze meilleurs clubs du pays sont regroupés au sein d'une poule unique où ils s'affrontent deux fois au cours de la saison, à domicile et à l'extérieur. En fin de saison, les deux derniers du classement sont relégués et remplacés par les deux meilleurs clubs de deuxième division.
C'est le club d'Al Ansar, tenant du titre depuis 1988, qui remporte à nouveau le championnat cette saison, après avoir terminé en tête du classement final avec dix points sur Safa Beyrouth et douze sur Al Tadamon Tyr. C'est le onzième titre (consécutif) de champion du Liban de l'histoire du club, qui réalise le doublé en s'imposant en finale de la Coupe du Liban face à Homenmen Beyrouth.
Cette série de onze titres consécutifs constitue un record mondial, qui est par la suite battu par le club letton du Skonto Riga, champion entre 1991 et 2004 (soit quatorze championnats consécutifs).

## Les clubs participants
| - Al Ansar - Safa Beyrouth - Salam Zgharta - Promu de D2 - Nejmeh SC - Al Borj - Homenmen Beyrouth | - Shabab Al Sahel - Al Ahed Beyrouth - Al Tadamon Tyr - Homenetmen Beyrouth - Al Ahly Sidon - Akhaa Ahli Aley |

## Compétition

### Classement
Le barème utilisé pour établir le classement est le suivant :
- Victoire : 3 points
- Match nul : 1 point
- Défaite : 0 point

| Rang | Équipe              | Pts | J  | G  | N  | P  | Bp | Bc | Diff |
| ---- | ------------------- | --- | -- | -- | -- | -- | -- | -- | ---- |
| 1    | Al AnsarT           | 48  | 22 | 14 | 6  | 2  | 35 | 13 | +22  |
| 2    | Safa BeyrouthC      | 38  | 22 | 11 | 5  | 6  | 36 | 23 | +13  |
| 3    | Al Tadamon Tyr      | 36  | 22 | 11 | 3  | 8  | 39 | 27 | +12  |
| 4    | Shabab Al Sahel     | 30  | 22 | 8  | 6  | 8  | 25 | 22 | +3   |
| 5    | Homenmen Beyrouth   | 30  | 22 | 7  | 9  | 6  | 28 | 32 | -4   |
| 6    | Akhaa Ahli Aley     | 28  | 22 | 7  | 7  | 8  | 31 | 30 | +1   |
| 7    | Nejmeh SC           | 27  | 22 | 6  | 9  | 7  | 22 | 15 | +7   |
| 8    | Salam ZghortaP      | 26  | 22 | 5  | 11 | 6  | 14 | 13 | +1   |
| 9    | Al Ahed Beyrouth    | 26  | 22 | 6  | 8  | 8  | 30 | 36 | -6   |
| 10   | Homenetmen Beyrouth | 26  | 22 | 7  | 5  | 10 | 21 | 33 | -12  |
| 11   | Al Ahly Sidon       | 22  | 22 | 5  | 6  | 10 | 25 | 38 | -13  |
| 12   | Al Borj             | 12  | 22 | 4  | 6  | 12 | 15 | 39 | -24  |

|  | Qualification pour la Coupe d'Asie des clubs champions 1999-2000       |
|  | Qualification pour la Coupe des Coupes 1999-2000                       |
|  | Relégation en deuxième division                                        |
|  | T : Tenant du titre C : Vainqueur de la Coupe du Liban P : Promu de D2 |

## Bilan de la saison
| Championnat du Liban de football 1998-1999                        |                      |
| Champion                                                          | Al Ansar (11e titre) |
| Coupes et trophées                                                |                      |
| Vainqueur de la Coupe du Liban 1998-1999                          | Al Ansar             |
| Qualifications continentales                                      |                      |
| Coupe d'Asie des clubs champions 1999-2000                        | Al Ansar             |
| Coupe des Coupes 1999-2000                                        | Homenmen Beyrouth    |
| Promotions et relégations                                         |                      |
| Promus en Premier League                                          | Club Sagesse         |
| Promus en Premier League                                          | Al Majd Beyrouth     |
| Relégués en Championnat du Liban de football de deuxième division | Al Ahly Sidon        |
| Relégués en Championnat du Liban de football de deuxième division | Al Borj              |